# David Röhrig
David Röhrig (* 28. Oktober 1990) ist ein deutscher Handballtrainer, der aktuell beim Zweitligisten VfL Lübeck-Schwartau tätig ist.

## Karriere
Röhrig begann im Alter von vier Jahren das Handballspielen bei der TSV Bonn rrh., bei der er den Jugendbereich durchlief und anschließend im Herrenbereich aktiv war. Nachdem sich der Rückraumspieler seinen fünften Kreuzbandriss zugezogen hatte, beendete er im Alter von 23 Jahren seine Spielerlaufbahn.
Röhrig war schon während seiner aktiven Karriere als Trainer tätig. Er sammelte Erfahrungen bei mehreren Jugendmannschaften und trainierte sowohl die Damenmannschaft als auch ab dem Jahr 2016 die Herrenmannschaft der TSV Bonn rrh., die beide in der Regionalliga Nordrhein antraten. Weiterhin übte er dort den Posten des sportlichen Leiters aus. Zusätzlich trainierte er vier Jahre lang die B-Jugend vom TSV Bayer Dormagen. Unter seiner Leitung erreichte die Mannschaft im Jahr 2018 das Halbfinale der deutschen B-Jugendmeisterschaft.
Röhrig verließ im Jahr 2020 die TSV Bonn rrh. und übernahm beim TSV Bayer Dormagen die A-Jugendmannschaft, die in der A-Jugend Bundesliga antrat. In der Saison 2020/21 unterlag Dormagen im Finale um die deutsche A-Jugendmeisterschaft. Anschließend betreute er zusätzlich die in der Oberliga spielende 2. Mannschaft. Ab Januar 2022 übernahm Röhrig weiterhin das Co-Traineramt der Zweitligamannschaft. Im Sommer 2022 wurde er Cheftrainer beim Zweitligisten VfL Lübeck-Schwartau.

## Sonstiges
Röhrig ist mit der Handballspielerin Lara Karathanassis verheiratet.